# Ottone I di Meißen
Ottone I di Meissen (... – 1067) fu margravio di Meißen dal 1062 fino alla sua morte e conte di Orlamünde dal 1039 fino alla sua morte e conte di Weimar dal 1062 fino alla sua morte.

## Biografia
Ottone era il figlio minore di Guglielmo III di Weimar e di Oda, figlia di Tietmaro della marca orientale sassone. Ereditò Orlamünde dal padre nel 1039 e Weimar dal fratello Guglielmo nel 1062. Venne dichiarato dall'imperatore Enrico IV successore di Guglielmo anche alla marca di Meißen. Divenne protettore della cattedrale di Merseburg nel 1066. 

## Matrimonio e figli
Sposò Adela, figlia di Lamberto II di Lovanio, prima del 1060. Ella gli diede solo figlie femmine: 
- Oda, la maggiore, che sposò Egberto II di Meißen;
- Cunegonda, che sposò Jaropolk Izjaslavič, figlio di Izjaslav I di Kiev e poi Cuno di Northeim e Wiprecht di Groitzsch;
- Adelaide, la minore, che sposò in seguito Adalberto II di Ballenstedt, e i conti palatini Ermanno II ed Enrico. Alla morte di Ottone, Adela si risposò con Dedi I di Lusazia, patrigno di Ottone I.

## Ascendenza
|                         |         |                        | Genitori |  |  | Nonni |  |  | Bisnonni              |  |  | Trisnonni |  |
|                         |         |                        |          |  |  |       |  |  | Guglielmo I di Weimar |  |  | …         |  |
|                         |         |                        |          |  |  |       |  |  | Guglielmo I di Weimar |  |  | …         |  |
|                         |         | …                      |          |  |  |       |  |  | Guglielmo I di Weimar |  |  |           |  |
| Guglielmo II di Weimar  |         |                        |          |  |  |       |  |  | Guglielmo I di Weimar |  |  |           |  |
|                         |         | …                      | …        |  |  |       |  |  |                       |  |  |           |  |
|                         |         | …                      | …        |  |  |       |  |  |                       |  |  |           |  |
|                         |         | …                      | …        |  |  |       |  |  |                       |  |  |           |  |
| Guglielmo III di Weimar |         | …                      |          |  |  |       |  |  |                       |  |  |           |  |
|                         |         | …                      | …        |  |  |       |  |  |                       |  |  |           |  |
|                         |         | …                      | …        |  |  |       |  |  |                       |  |  |           |  |
|                         |         | …                      | …        |  |  |       |  |  |                       |  |  |           |  |
| …                       |         | …                      |          |  |  |       |  |  |                       |  |  |           |  |
|                         |         | …                      | …        |  |  |       |  |  |                       |  |  |           |  |
|                         |         | …                      | …        |  |  |       |  |  |                       |  |  |           |  |
|                         |         | …                      | …        |  |  |       |  |  |                       |  |  |           |  |
| Ottone I di Meißen      |         | …                      |          |  |  |       |  |  |                       |  |  |           |  |
|                         | Gero II | Tietmaro di Meißen     |          |  |  |       |  |  |                       |  |  |           |  |
|                         | Gero II | Tietmaro di Meißen     |          |  |  |       |  |  |                       |  |  |           |  |
|                         | Gero II | Swanehilde di Sassonia |          |  |  |       |  |  |                       |  |  |           |  |
| Tietmaro IV             | Gero II |                        |          |  |  |       |  |  |                       |  |  |           |  |
|                         |         | Adelaide               | …        |  |  |       |  |  |                       |  |  |           |  |
|                         |         | Adelaide               | …        |  |  |       |  |  |                       |  |  |           |  |
|                         |         | Adelaide               | …        |  |  |       |  |  |                       |  |  |           |  |
| Oda di Sassonia         |         | Adelaide               |          |  |  |       |  |  |                       |  |  |           |  |
|                         |         | …                      | …        |  |  |       |  |  |                       |  |  |           |  |
|                         |         | …                      | …        |  |  |       |  |  |                       |  |  |           |  |
|                         |         | …                      | …        |  |  |       |  |  |                       |  |  |           |  |
| …                       |         | …                      |          |  |  |       |  |  |                       |  |  |           |  |
|                         |         | …                      | …        |  |  |       |  |  |                       |  |  |           |  |
|                         |         | …                      | …        |  |  |       |  |  |                       |  |  |           |  |
|                         |         | …                      | …        |  |  |       |  |  |                       |  |  |           |  |
|                         |         | …                      |          |  |  |       |  |  |                       |  |  |           |  |

| Controllo di autorità | VIAF (EN) 89998106 · CERL cnp01177079 · GND (DE) 138459681 |